# Alfers Mühle

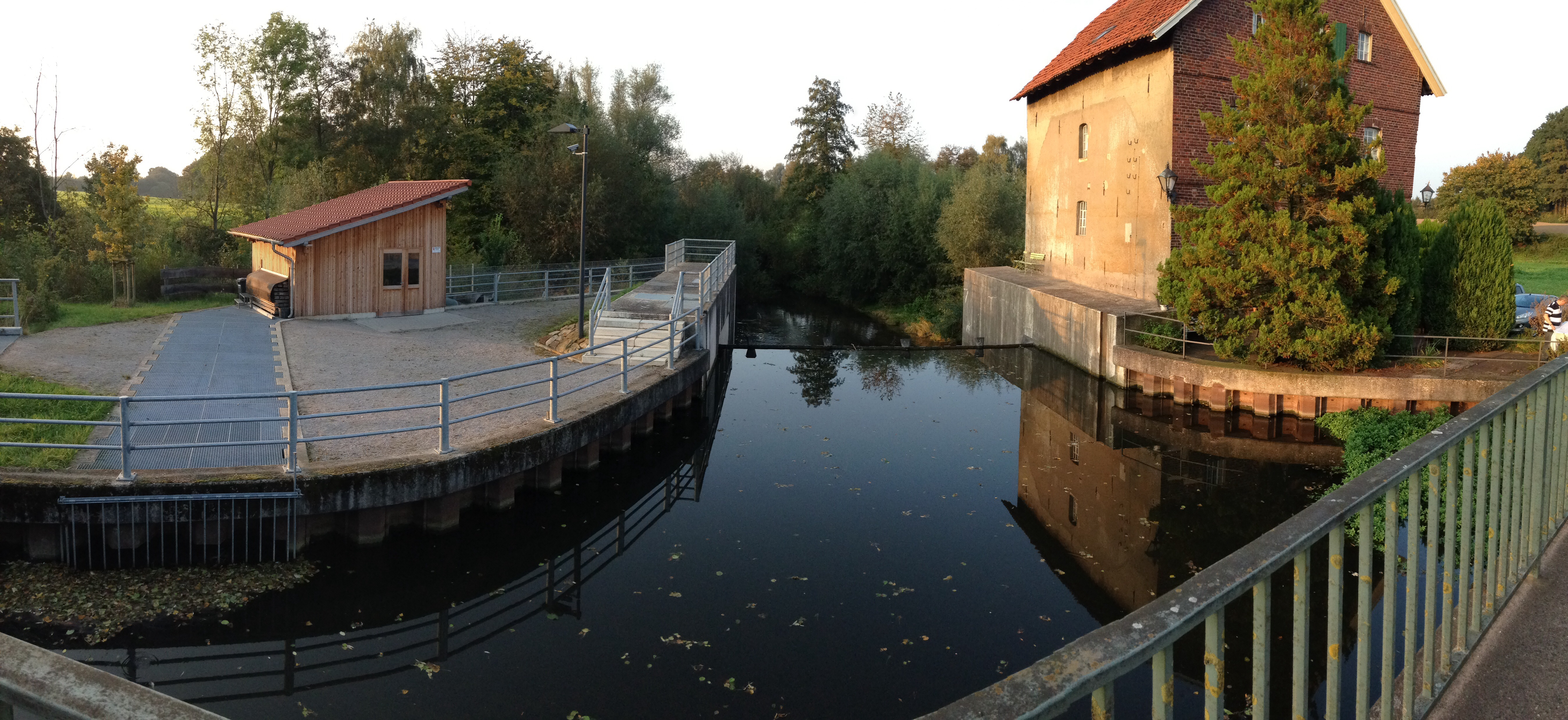
Alfers Mühle

Alfers Mühle (auch Alfersmühle) ist eine Stauanlage sowie eine ehemalige Wassermühle an der Berkel im Norden der Stadt Gescher. Die Lage der Mühle entspricht in etwa dem Mittelpunkt der ehemaligen Bauerschaft Harwick in Gescher und die Verkehrsanbindung war für die damalige Zeit mit der Lage nahe der Hauptverkehrsstraße nach Ahaus, Stadtlohn und Coesfeld günstig.

## Geschichte
Der älteste nachweisbare Gewerbebetrieb in Harwick ist die ehemalige Doppelmühlenanlage mit Stauanlage bei Schulze Alfer (heute Schulze Ising). Im Gebiet der Stadt Gescher hat die Berkel ein relativ starkes Gefälle, was auch der Grund für Mertyn von Bermtfelde war, an dieser Stelle im 14. Jahrhundert ein Stauwehr zu errichten und die Wasserkraft für einen Mühlenbetrieb zu nutzen.
Die Besitzverhältnisse der Mühle haben sich im Laufe der Zeit des Öfteren geändert. Sie wurde erstmals im Jahre 1392 an den Ritter Heinrich von Gemen veräußert. Im Jahr 1659 gehörte die Mühle Schulte Alfferdingh Gronowich, ab 1768 dem Grafen von Styrum. Im Jahr 1858 erwarb die Witwe Anna Gertrud Schulze Alfers die Öl-, Korn- und Sägemühle vom Grafen Landsberg-Velen, was der Mühle den heutigen Namen in der Bevölkerung gab und seit dem im Besitz der Familie Schulze Alfers (heute Schulze Ising) ist.
Im vorderen Gebäudeteil stand die Korn- und Ölmühle, auf der westlichen Seite der Berkel das Sägewerk, das mit einer Querverbindungswelle über die Berkel aus der Mühle heraus angetrieben wurde. Im Vorbau der Mühle wurden 1924 zur Stromerzeugung zwei Turbinen mit einer Gesamtleistung von 24 kWh installiert, die bis 1954 in Betrieb waren. Der Mühlenbetrieb wurde 1970 eingestellt und der Kornmühlenraum anschließend für Wohnzwecke umgebaut.
1980 übernahm die Stadt Gescher das Stauwehr und baute es zu einem Überlauf-Stauwehr um.